# كفر المصيلحة
كفر المصيلحة إحدى قرى مركز شبين الكوم التابع لمحافظة المنوفية بجمهورية مصر العربية. إلا أنه مع توسّع مدينة شبين الكوم، أصبحت القرية جزءً من المدينة. أهم أعلام القرية عبد العزيز باشا فهمي وزير العدل الأسبق، والرئيس الأسبق محمد حسني مبارك.

## السكان
بلغ عدد سكان كفر المصيلحة 9,883 نسمة، حسب الإحصاء الرسمي لعام 2006.

## أعلام
- عبد العزيز فهمي
- حشمت باشا
- حسني مبارك